# Luxemburgische Badmintonmeisterschaft 2013
Die Luxemburgische Badmintonmeisterschaft 2013 fand vom 2. bis zum 3. Februar 2013 in Düdelingen statt.

## Medaillengewinner
| Disziplin    | Gold                          | Silber                            | Bronze                               |
| ------------ | ----------------------------- | --------------------------------- | ------------------------------------ |
| Herreneinzel | Eric Solagna                  | Mike Vallenthini                  | Yann Hellers                         |
| Herreneinzel | Eric Solagna                  | Mike Vallenthini                  | Valeriy Strelcov                     |
| Dameneinzel  | Claudine Barnig               | Tessy Aulner                      | Aude Meyer                           |
| Herrendoppel | Akis Thomas Mike Vallenthini  | Yann Hellers Eric Solagna         | Daniel Kirschenbilder Cédric Roilgen |
| Herrendoppel | Akis Thomas Mike Vallenthini  | Yann Hellers Eric Solagna         | Gregory Mergen Valeriy Strelcov      |
| Damendoppel  | Myriam Havé Elena Nozdran     | Elisabeth Neumann Frenzi Stephany | Marie Goedert Aude Meyer             |
| Damendoppel  | Myriam Havé Elena Nozdran     | Elisabeth Neumann Frenzi Stephany | Tessy Aulner Claudine Barnig         |
| Mixed        | Valeriy Strelcov Tessy Aulner | Eric Solagna Claudine Barnig      | Luc Heischbourg Annick Weides        |
| Mixed        | Valeriy Strelcov Tessy Aulner | Eric Solagna Claudine Barnig      | Cédric Roilgen Aude Meyer            |